# Manuel Uriarte
Manuel Uriarte (Calahorra, La Rioja, 14 de setembre de 1720 - Espanya, ca. 1800) va ser un mestre i historiador.
Va ingressar a la Companyia de Jesús el 3 de desembre de 1737. El 25 de desembre de 1749, en companyia del pare Isidro Losa i del germà Lorenzo Rodríguez, va partir des de Quito cap a l'Amazònia i va desenvolupar la seva acció pastoral als pobles del Napo i de l'Aguaciro. A San Joaquín de Omagua va promoure l'ensenyament de la música, tant als nens d'aquest poble com als que enviaven de Pevas, Napeanos i San Regis. Va abandonar aquestes localitats havent format diversos cantors, quatre violinistes i dos arpistes.